# 第43回ロサンゼルス映画批評家協会賞
43rd LAFCA Awards

2017年12月3日

作品賞： 

君の名前で僕を呼んで
第43回ロサンゼルス映画批評家協会賞は、ロサンゼルス映画批評家協会が2017年の映画作品に贈る賞である。2017年12月3日に受賞者が発表された。

## 受賞一覧

### 作品賞
- 受賞：『君の名前で僕を呼んで』
- 次点：『フロリダ・プロジェクト 真夏の魔法』

### 監督賞
- 受賞：ギレルモ・デル・トロ - 『シェイプ・オブ・ウォーター』
- 受賞：ルカ・グァダニーノ - 『君の名前で僕を呼んで』

### 主演男優賞
- 受賞：ティモシー・シャラメ - 『君の名前で僕を呼んで』
- 次点：ジェームズ・フランコ - 『ディザスター・アーティスト』

### 主演女優賞
- 受賞：サリー・ホーキンス - 『シェイプ・オブ・ウォーター』
- 次点：フランシス・マクドーマンド - 『スリー・ビルボード』

### 助演男優賞
- 受賞：ウィレム・デフォー - 『フロリダ・プロジェクト 真夏の魔法』
- 次点：サム・ロックウェル - 『スリー・ビルボード』

### 助演女優賞
- 受賞：ローリー・メトカーフ - 『レディ・バード』
- 次点：メアリー・J・ブライジ - 『マッドバウンド 哀しき友情』

### 脚本賞
- 受賞：ジョーダン・ピール - 『ゲット・アウト』
- 次点：マーティン・マクドナー - 『スリー・ビルボード』

### アニメ映画賞
- 受賞：『生きのびるために』
- 次点：『リメンバー・ミー』

### 外国語映画賞
- 受賞：『ラブレス』  ロシア
- 受賞：『BPM ビート・パー・ミニット』  フランス

### ドキュメンタリー映画賞
- 受賞：『顔たち、ところどころ』
- 次点：『Jane』

### 編集賞
- 受賞：リー・スミス - 『ダンケルク』
- 次点：タティアナ・S・リーゲル - 『アイ,トーニャ 史上最大のスキャンダル』

### 撮影賞
- 受賞：ダン・ローストセン  - 『シェイプ・オブ・ウォーター』
- 次点：ロジャー・ディーキンス - 『ブレードランナー 2049』

### 音楽賞
- 受賞：ジョニー・グリーンウッド - 『ファントム・スレッド』
- 次点：アレクサンドル・デスプラ - 『シェイプ・オブ・ウォーター』

### 美術賞
- 受賞：デニス・ガスナー - 『ブレードランナー 2049』
- 次点：ポール・D・オースターベリー - 『シェイプ・オブ・ウォーター』

### 新人賞
- 受賞：グレタ・ガーウィグ - 『レディ・バード』

### 功労賞
- マックス・フォン・シドー

### ダグラス・エドワード実験/自主映画賞
- 『Purge This Land』